# Wijken en buurten in Teylingen
De Nederlandse gemeente Teylingen is voor statistische doeleinden onderverdeeld in wijken en buurten. De gemeente is verdeeld in de volgende statistische wijken:
- Wijk 00 Sassenheim (CBS-wijkcode:152500)
- Wijk 01 Voorhout (CBS-wijkcode:152501)
- Wijk 02 Warmond (CBS-wijkcode:152502)

Een statistische wijk kan bestaan uit meerdere buurten. Onderstaande tabel geeft de buurtindeling met kentallen volgens het Centraal Bureau voor de Statistiek (2008):
| CBS-buurtcode | Buurtnaam                    | Inwonertal | Opp. totaal (ha) | Opp. land (ha) | Ligging                |
| ------------- | ---------------------------- | ---------- | ---------------- | -------------- | ---------------------- |
| BU15250000    | Sassenheim                   | 14940      | 350              | 341            | Locatie in de gemeente |
| BU15250009    | Verspreide huizen Sassenheim | 140        | 312              | 296            | Locatie in de gemeente |
| BU15250100    | Voorhout                     | 4530       | 278              | 270            | Locatie in de gemeente |
| BU15250101    | Toegangsweg                  | 390        | 337              | 328            | Locatie in de gemeente |
| BU15250102    | 's-Gravendamseweg            | 170        | 37               | 36             | Locatie in de gemeente |
| BU15250103    | Hoogh Teylingen              | 4630       | 59               | 58             | Locatie in de gemeente |
| BU15250107    | Oosthout                     | 5070       | 152              | 146            | Locatie in de gemeente |
| BU15250109    | Verspreide huizen Voorhout   | 470        | 396              | 387            | Locatie in de gemeente |
| BU15250200    | Warmond                      | 4360       | 170              | 157            | Locatie in de gemeente |
| BU15250201    | Oosteinde                    | 250        | 148              | 140            | Locatie in de gemeente |
| BU15250209    | Verspreide huizen Warmond    | 360        | 1125             | 702            | Locatie in de gemeente |